# Ловрич, Кристиян
Кристиан Ловрич (хорв. Kristijan Lovrić; род. 1 декабря 1995, Огулин, Карловачка) — хорватский футболист, левый полузащитник и нападающий клуба «Осиек». Выступал за сборную Хорватии.

## Клубная карьера
Кристиян Ловрич начал свою карьеру в академиях «Огулина» и «Карловца».
В 2013 году Кристиян перешёл в словенский клуб «Бела Крайина».
В марте 2014 года Ловрич решил вернуться в родительский клуб «Огулин».
30 января 2015 года футболист перешёл в «Кустошию».
10 февраля 2017 игрок перешёл в «Локомотива». Там он был арендован 2 раза. Первый раз, в 2017, он перешёл в «Лучко на правах аренды, а потом, в 2018, он вернулся в «Кустошию».
В июле 2018 года хорват перешёл  в «Горицу» из Велика-Горицы.
15 февраля 2022 года Ловрич перешёл в «Осиек».

## Международная карьера
В октябре 2021 года Кристиян Ловрич был вызван в сборную Хорватии. Дебютировал за сборную в матче квалификации чемпионата мира 2022 года против Мальты, выйдя на замену Мислава Оршича на 78-й минуте. 

## Личная жизнь
Женат на хорватской футболистке Монике Коньяр и у них есть ребёнок.